# Moses Moody
Pour les articles homonymes, voir Moody.
Moses Josiah Moody, né le 31 mai 2002 à Little Rock dans l'Arkansas, est un joueur américain de basket-ball évoluant au poste d'arrière voire d'ailier.

## Biographie

### Carrière universitaire
Le 9 avril 2021, Moody se présente officiellement à la draft 2021 où il est attendu parmi les dix premiers choix.

### Carrière professionnelle

#### Warriors de Golden State (depuis 2021)
Il est sélectionné en 14e position par les Warriors de Golden State.
En 2022, il devient champion NBA après la finale gagnée des Warriors contre les Boston Celtics.

## Palmarès

### NBA
- Champion NBA en 2022.

## Statistiques

### Universitaires
Les statistiques de Moses Moody en matchs universitaires sont les suivantes :
| Saison    | Équipe   | Matchs | Titul. | Min./m | % Tir | % 3pts | % LF | Rbds/m. | Pass/m. | Int/m. | Ctr/m. | Pts/m. |
| --------- | -------- | ------ | ------ | ------ | ----- | ------ | ---- | ------- | ------- | ------ | ------ | ------ |
| 2020-2021 | Arkansas | 32     | 32     | 33,8   | 42,7  | 35,8   | 81,2 | 5,80    | 1,60    | 1,00   | 0,70   | 16,80  |
| Carrière  | Carrière | 32     | 32     | 33,8   | 42,7  | 35,8   | 81,2 | 5,80    | 1,60    | 1,00   | 0,70   | 16,80  |

### Professionnelles

#### Saison régulière
| Champion NBA |

| Saison    | Équipe       | Matchs | Titul. | Min./m | % Tir | % 3pts | % LF | Rbds/m. | Pass/m. | Int/m. | Ctr/m. | Pts/m. |
| --------- | ------------ | ------ | ------ | ------ | ----- | ------ | ---- | ------- | ------- | ------ | ------ | ------ |
| 2021-2022 | Golden State | 52     | 11     | 11,7   | 43,7  | 36,4   | 77,8 | 1,50    | 0,40    | 0,10   | 0,20   | 4,40   |
| Carrière  | Carrière     | 52     | 11     | 11,7   | 43,7  | 36,4   | 77,8 | 1,50    | 0,40    | 0,10   | 0,20   | 4,40   |

#### Playoffs
| Champion NBA |

| Saison   | Équipe       | Matchs | Titul. | Min./m | % Tir | % 3pts | % LF | Rbds/m. | Pass/m. | Int/m. | Ctr/m. | Pts/m. |
| -------- | ------------ | ------ | ------ | ------ | ----- | ------ | ---- | ------- | ------- | ------ | ------ | ------ |
| 2022     | Golden State | 13     | 0      | 8,1    | 53,6  | 53,8   | 66,7 | 0,60    | 0,30    | 0,20   | 0,20   | 3,20   |
| Carrière | Carrière     | 13     | 0      | 8,1    | 53,6  | 53,8   | 66,7 | 0,60    | 0,30    | 0,20   | 0,20   | 3,20   |

## Records sur une rencontre en NBA
Les records personnels de Moses Moody en NBA sont les suivants, :
| Type de statistique        | Saison régulière | Saison régulière                  | Saison régulière | Playoffs | Playoffs              | Playoffs      |
| Type de statistique        | Record           | Adversaire                        | Date             | Record   | Adversaire            | Date          |
| -------------------------- | ---------------- | --------------------------------- | ---------------- | -------- | --------------------- | ------------- |
| Points                     | 30               | @ Nuggets de Denver               | 7 mars 2022      | 13       | Kings de Sacramento   | 20 avril 2023 |
| Paniers marqués            | 10               | 2 fois                            | 2 fois           | 4        | 3 fois                | 3 fois        |
| Paniers tentés             | 23               | @ Nuggets de Denver               | 7 mars 2022      | 9        | Lakers de Los Angeles | 4 mai 2023    |
| Paniers à 3 points réussis | 6                | @ Spurs de San Antonio            | 1er février 2022 | 2        | 6 fois                | 6 fois        |
| Paniers à 3 points tentés  | 12               | @ Nuggets de Denver               | 7 mars 2022      | 5        | Kings de Sacramento   | 20 avril 2023 |
| Lancers francs réussis     | 9                | @ Clippers de Los Angeles         | 2 décembre 2023  | 3        | Kings de Sacramento   | 20 avril 2023 |
| Lancers francs tentés      | 10               | @ Clippers de Los Angeles         | 2 décembre 2023  | 3        | 2 fois                | 2 fois        |
| Rebonds offensifs          | 5                | Bulls de Chicago                  | 7 mars 2024      | 2        | 2 fois                | 2 fois        |
| Rebonds défensifs          | 8                | @ Suns de Phoenix                 | 22 novembre 2023 | 6        | Lakers de Los Angeles | 4 mai 2023    |
| Rebonds totaux             | 9                | 2 fois                            | 2 fois           | 7        | Lakers de Los Angeles | 4 mai 2023    |
| Passes décisives           | 5                | Celtics de Boston                 | 20 janvier 2025  | 2        | Lakers de Los Angeles | 4 mai 2023    |
| Interceptions              | 4                | @ Clippers de Los Angeles         | 27 décembre 2024 | 3        | Kings de Sacramento   | 28 avril 2023 |
| Contres                    | 4                | Bulls de Chicago                  | 23 janvier 2025  | 1        | 7 fois                | 7 fois        |
| Balles perdues             | 4                | @ Pelicans de La Nouvelle-Orléans | 4 novembre 2022  | 1        | 5 fois                | 5 fois        |
| Minutes jouées             | 37               | @ Spurs de San Antonio            | 1er février 2022 | 26       | Lakers de Los Angeles | 4 mai 2023    |

- Double-double : 0
- Triple-double : 0

Dernière mise à jour : 23 janvier 2025